# Cestius sakroensis
Cestius sakroensis är en insektsart som beskrevs av Ahmed, M. och Sultana 1994. Cestius sakroensis ingår i släktet Cestius och familjen dvärgstritar. Inga underarter finns listade i Catalogue of Life.